# Bruksdöden

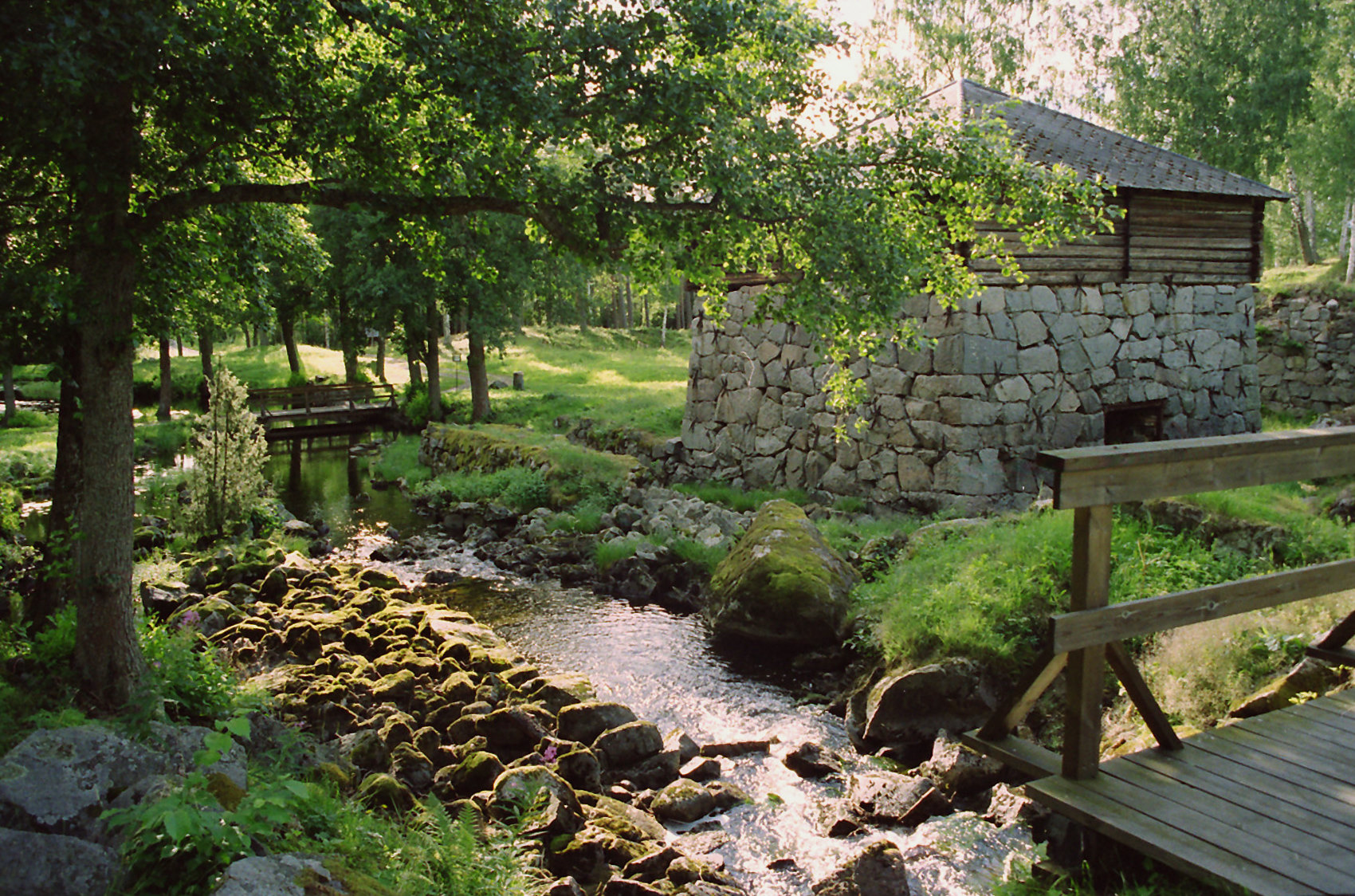
Silvhytteå ödebruk i Dalarna, nedlagt 1875.

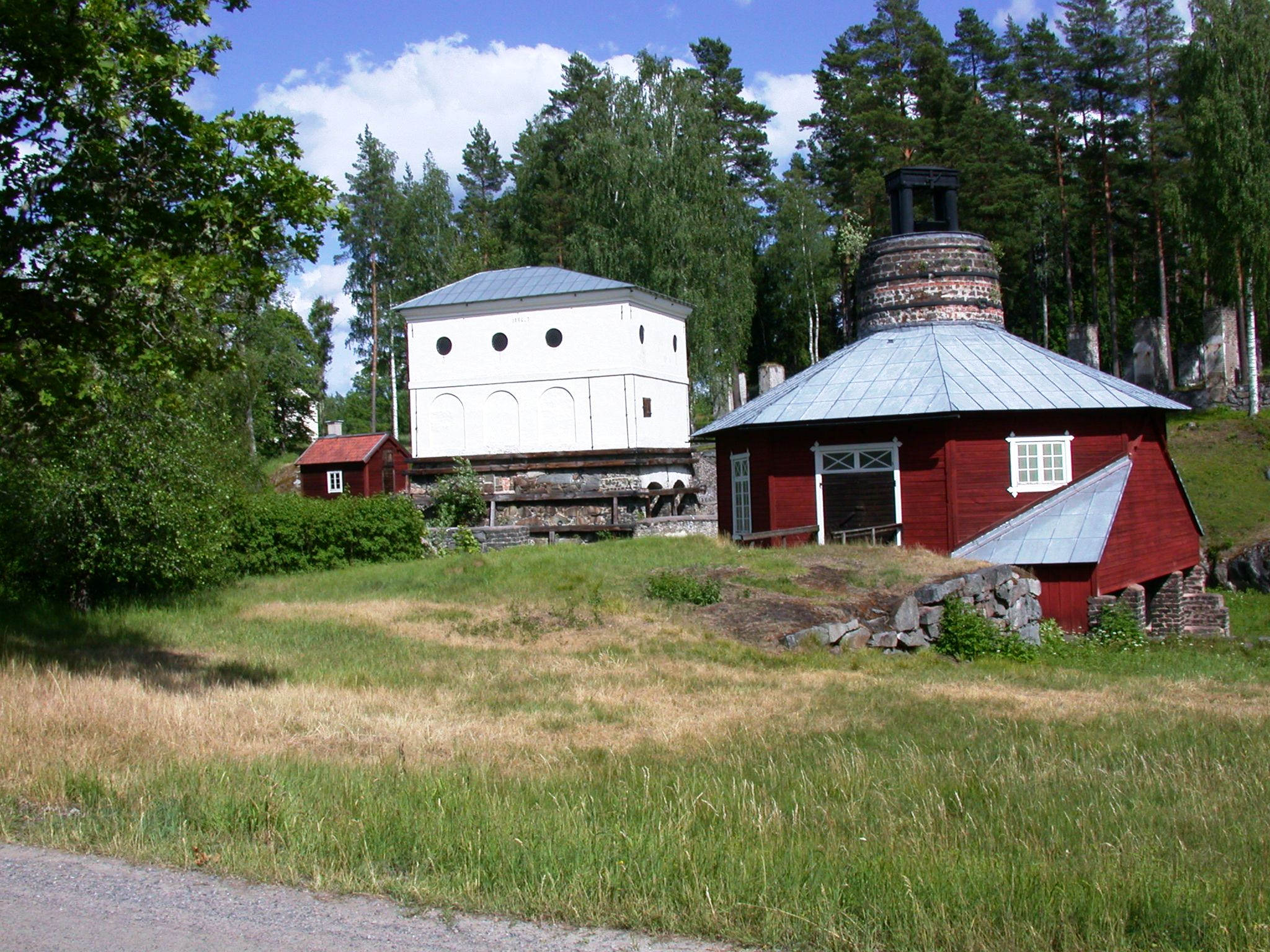
Vallonbruket Bennebol med anor från 1680-talet lades ned 1884.

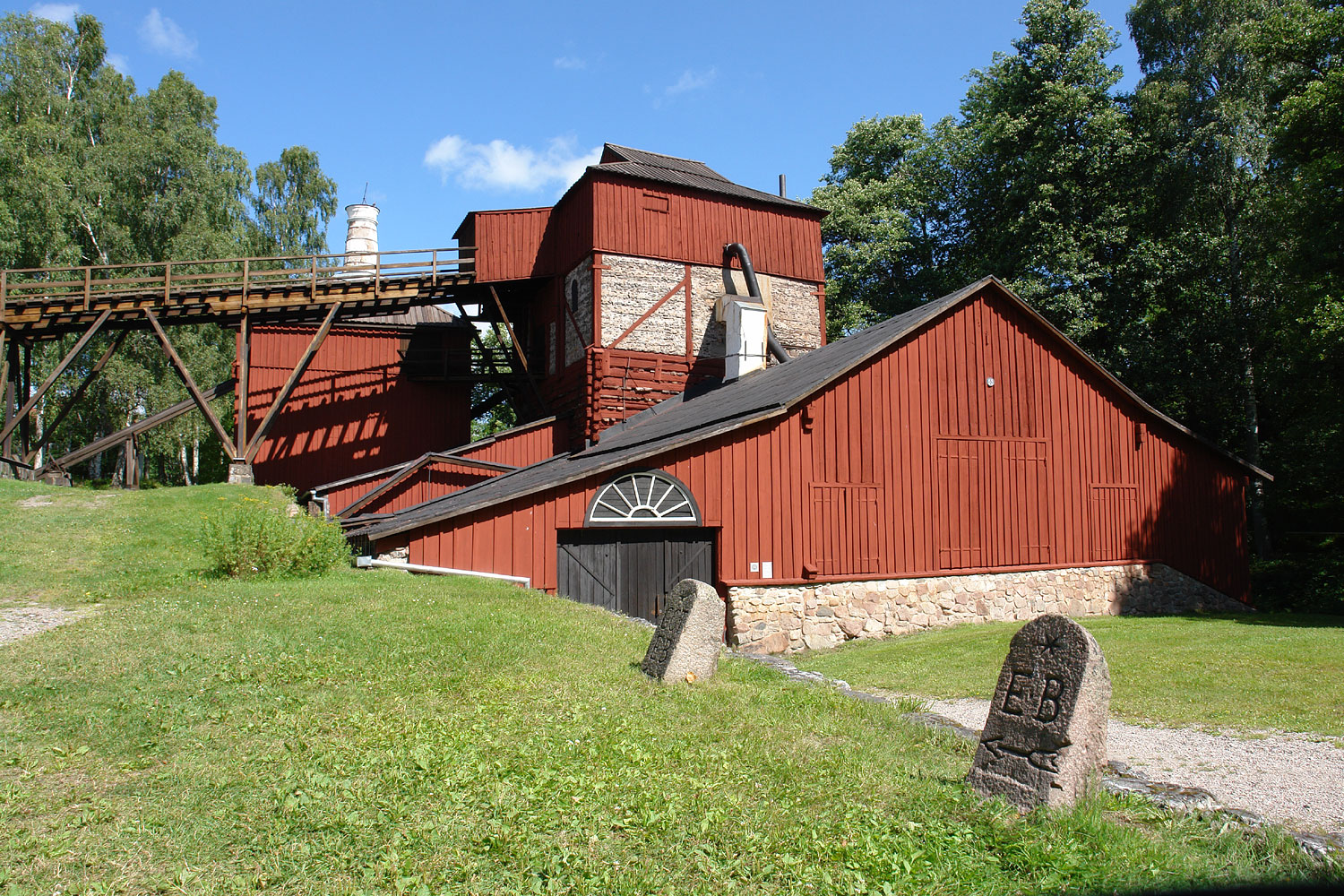
Engelsbergs bruk, numera på Unescos världsarvslista, lades ned 1919.

Bruksdöden är ett begrepp som syftar på en historisk förändringsprocess, främst i Bergslagen men även på andra bruksorter i landet, som ägde rum under det sena 1800-talet och det tidiga 1900-talet, då en mängd mindre bruk lades ned och nya järnverk tillkom.

## Omläggningsprocess
Under 1700-talet hade antalet bruk hållit sig relativt konstant. Sverige hade varit en stormakt när det gäller produktion av järn under 1600-talet och 1700-talet, med hela 34 % av världsproduktionen år 1750. Antalet stångjärnsbruk ökade från 324 år 1695 till 340 år 1803. Av bruken 1803 låg de flesta i Värmlands, Örebro och Västmanlands län samt i Dalarna och Uppland i nu nämnd ordning. Till följd av den allt hårdare internationella konkurrensen samt ny teknik för att framställa järn och bearbeta järn gick en påtaglig bruksdöd fram över Bergslagen under 1870-talen. En allvarlig kris hade inträffat redan under Napoleonkrigen i början på 1800-talet då Storbritannien införde höga importtullar på svenskt stångjärn. Tekniska uppfinningar under 1700-talet gjorde att man i England och andra länder i större skala kunde använda stenkol som energikälla. Under 1800-talet gick man i England och andra länder sedan över till koks som energikälla, något som möjliggjorde mycket större produktionsanläggningar. I det träfattiga England blåstes den sista träkolsmasugnen ner redan år 1829. I Sverige dröjde det ända till 1906 innan en koksmasugn kom i kommersiellt bruk (i Domnarvet jernverk).
Redan i slutet på 1500-talet började valsning användas i liten skala vid några svenska bruk, men tekniken var så svår att det tog många år innan valsning blev en metod för storskalig tillverkning som kunde ersätta hammarsmide. Sedan gick det snabbt. 1865 fanns det 11 svenska järnbruk som bedrev valsning av svartplåt; Smedjebackens valsverk var Sveriges störste tillverkare av valsat järn år 1866; sedan blev valsverken ännu fler och framför allt, de blev mycket större. Ett valsverk kunde producera många tusen ton plåt på samma tid som en smedja producerade några hundra ton.
I Sverige svarade man med att införa en träkolsbaserad variant av lancashireprocessen men den metoden krävde drift i större skala och investeringar vilket de många av de mindre bruken inte klarade av. Metoden infördes i Sverige första gången 1830 och fick sin mesta utbredda användning på 1880-talet. Den slogs sedan ut av götstålsprocesser. Vid mitten av 1800-talet utvecklades successivt allt fler nya tekniska metoder för att sänka och styra kolhalten i stål, bland annat Bessemermetoden, inom kort förbättrad av Robert Forrester Mushet(1856) och flera svenska ingenjörer (Karl Johan Laurens Leffler, Göran Fredrik Göransson) samt Martinprocessen (1865). Problemet med fosforhaltig järnmalm löstes med den så kallade Thomasprocessen, även kallad basisk bessermerblåsning. (1876). Många svenska bruk hade tidigare haft fördel av att de hade tillgång till nästan fosfatfri malm. Konkurrenterna till de svenska järnbruken kunde med den nya metoderna producera stora mängder stål till mycket lägre priser än tidigare; världsproduktionen av stål ökade dramatiskt från 50 tusen ton år 1850 till 28 miljoner ton år 1899. I Sverige dröjde dock till mitten av 1890-talet innan produktionsmängden med de nya metoderna översteg de mängder som erhölls genom de äldre metoderna smältstycketillverkning och härdfärskning. Anläggande av järnvägar bidrog också till att koncentrera produktionen till färre enheter. Totalt sett flerdubblades produktionen av stål, under slutet av 1800-talet, även i Sverige
En annan sak som bidrog till bruksdöden var stigande priser på den brännved som användes för att göra träkol; cellullosafabriker och pappersbruk började köpa in stora mängder gran som råvara.
Mängder av små järnbruk och hyttor lades ned, och utan undantag alla bergsmännens hyttor och hamrar. Av Värmlands 79 järnbruk från 1803 hade hälften lagts ned 1870 och 1924 återstod endast sex stycken. Under perioden 1860-1900 minskade antalet hyttor och bruk i Sverige från 428 till 202. Dock ökade produktionen under samma tid till det femdubbla. På 1920-talet fanns i Värmland bara de stora järnbruken kvar: Bofors, Degerfors, Björneborg, Lesjöfors, Storfors, Munkfors, Hagfors, Nykroppa och Finnshyttan. Idag återstår bara Degerfors, Björneborg och Hagfors, medan några av de andra övergått till eller renodlat annan verksamhet – vapen i Bofors fall , rörtillverkning i Storfors .
Brukshanteringens omläggning leddes i stor utsträckning av män ur de gamla ofrälse bruksägarfamiljerna: Geijer, Wærn, af Burén, Indebetou m.fl. Antingen kunde en koncentration av driften ske till ett befintligt äldre bruk, som Munkfors inom Uddeholmsbolaget eller Sandvik AB i Sandviken. Eller också kunde ett helt nytt järnverk med nästan kontinentala proportioner få ersätta en rad smärre anläggningar, som Domnarvet gjorde inom Stora Kopparbergs Bergslags AB. När Domnarvets järnverk sattes igång nedlades ett tjugotal bruk i trakten och lades efter noggranna överväganden där järnvägen korsar Dalälven. Vid Uddeholmsverken hade bruksbygden utvidgats kraftigt under 1800-talet, men därefter koncentrerades hela produktionen till några få stora anläggningar, och Hagfors och Munkfors blev stadsliknande samhällen.

## Konsekvenser
Den stora bruksdöden är beskriven av Selma Lagerlöf i Gösta Berlings saga (1891). Trots bruksdöden gick varken produktionen eller antalet arbetare tillbaka, eftersom det rörde sig om en koncentration till få men stora anläggningar. I själva verket ökade antalet järnbruksarbetare, bruksdöden till trots. I genomsnitt hade bruken på 1850-talet grovt räknat ett par dussin arbetare mot långt över 100 vid sekelskiftet 1900. Det totala antalet personer som påverkades var mycket större. Många bruk hade egna små gruvor; tillverkningen av träkol och därtill hörande skogsavverkning och transporter sysselsatte oftast betydligt fler personer än de som arbetade med järnet. Bruken hade torpare, som var en typ av arrendatorer. De som bodde på torpen fick försörja sig själva med mat genom småskaligt jordbruk samtidigt som de betalade arrende i form av träkol och arbetsplikt vissa dagar per år.
Även brukssamhällenas fysiska miljö förändrades, samtidigt som nya typer av industrisamhällen växte fram. Med industrialiseringen steg arbetarbefolkningens antal vid järnverk mycket hastigt, och de gamla en- eller fåfamiljshusen längs bruksgatan räckte inte till. Ännu när Domnarvet byggdes så lät man den första arbetarbebyggelsen få traditionell form med låga fåfamiljshus. Snart tvingades man övergå till ett kasernbyggande för ett betydligt större antal familjer.
Kännetecknande för brukssamhällena var naturahushållningen och den patriarkaliska inställningen gentemot de underlydande. Ingenting av detta ändrades direkt genom bruksdöden, utan kom att dominera fram till sekelskiftet 1900. De fasta bruksarbetarna hade både natura-förmåner och sociala förmåner vid sidan om penninglönen.